# Gardiner (Montana)
Pour les articles homonymes, voir Gardiner.
Gardiner est une localité du Comté de Park dans l'État du Montana, aux États-Unis, traversée par la rivière Yellowstone. Elle fut fondée en 1880.
Situé juste au nord du parc de Yellowstone, elle constitue le point d'accès nord du parc menant à Mammoth Hot Springs.
Sa population était estimée à 851 personnes en 2000 pour une superficie de 10 km².
Son activité économique est principalement touristique en raison de la proximité du parc.

## Lien externe

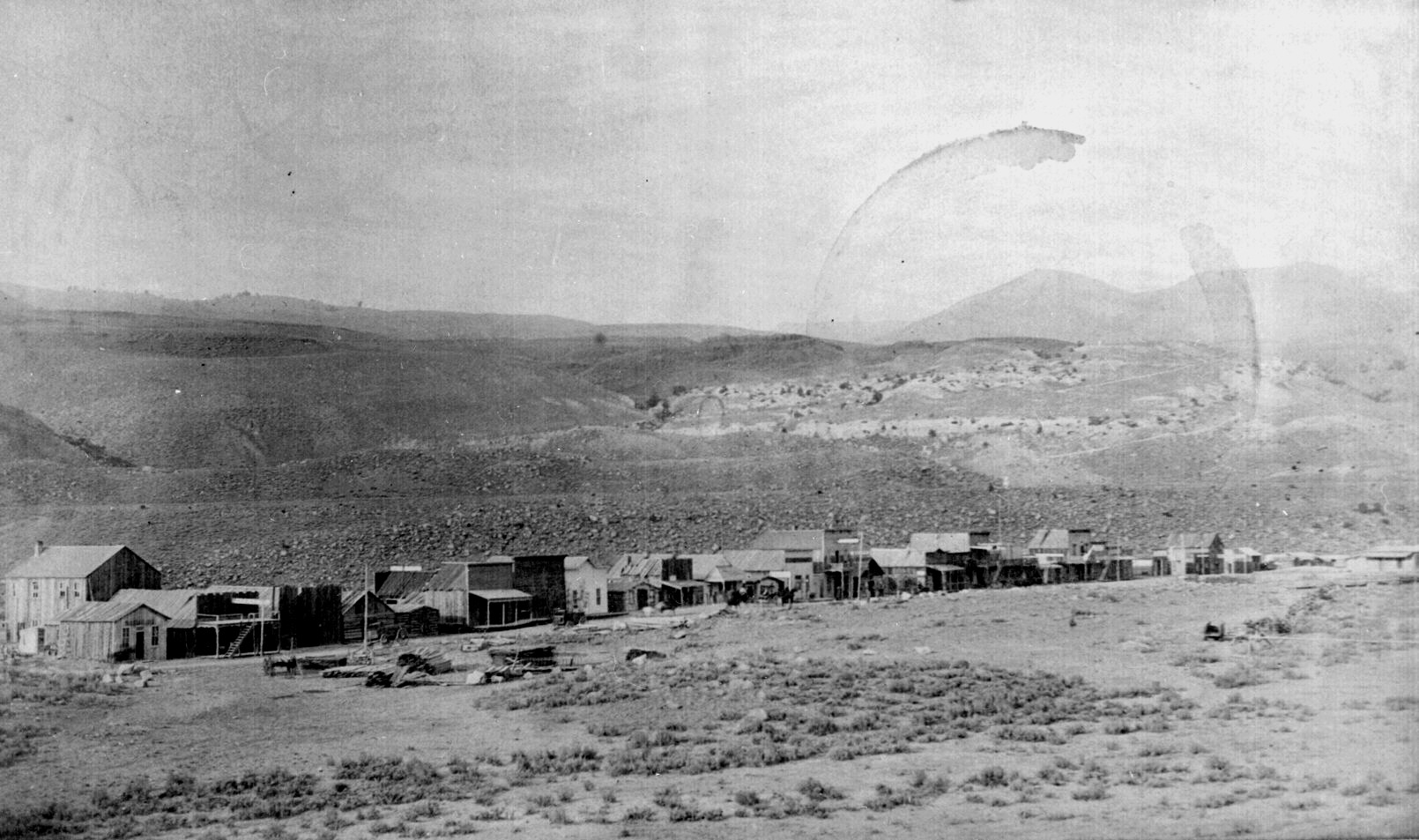
Gardiner en 1887